# Balkanbjergene
 For alternative betydninger, se Balkan (flertydig). (Se også artikler, som begynder med Balkan)
Balkanbjergene er en bjergkæde som strækker sig fra grænsen mellem Serbien og Bulgarien tværs over Bulgarien til Sortehavet. De var tidligere kendt som Haemus mons. Man mener, at det er et navn, som kommer af trakisk "Ime" (fra Imeon eller Aemon,) der svarer til Aimon and Saimon på græsk, hvilket betyder "kæde". Navnet Balkan stammer formentligt fra et tyrkisk ord for "bjerg". På bulgarsk hedder kæden Stara Planina ("Det Gamle Bjerg".)
Centralbalkan Nationalpark de centrale og højere dele af Balkanbjergene, og har siden 2017 været en del af det tværnationale, sammensatte UNESCO verdensarvssted: Gamle oprindelige bøgeskove i Karpaterne og andre regioner i Europa.

## Topografi
Balkanbjergene er den største bjergkæde på Balkanhalvøen og i Bulgarien. Den er en forlængelse af den alpint-karpatiske foldning. Bjergene er forbundet med Alperne via de Dinariske bjerge. De er kun adskilt fra Karpaterne af floden Donau.
Bjergkæden begynder ved Timokfloden nær grænsen til Serbien. Derefter deler den sig i flere kæder over et forløb på mere end 500 km og når 2.376 m med Botevs top. Bjergkæden slutter brat ved Kap Emine på Sortehavets kyst. Balkanbjergene er det vigtigste vandskel mellem floderne Donau mod nord og Maritsa mod syd. Der er ca. 20 bjergpas, hvoraf Shipkapasset er det mest kendte.
Ud af 37 bjergtoppe i Bulgarien er der 8, som når op over 2000 m: Rila (Mt. Mussala – 2925 m), Pirin (Mt. Vihren – 2914 m), Stara Planina (Mt. Botev – 2376 m), Vitosha (Mt. Cherni Vruh – 2290 m), Osogovo Mountain (Mt. Ruen – 2252 m), Slavianka (Mt. Gotsev Vruh – 2212 m), Rhodopes (Mt. Golyam Perelik – 2191 m) og Belasitsa (Mt. Radomir – 2029 m).
Bjergene består mest af kalk, men der findes også kul, grafit og malme. Området er præget af jordskælv og andre tegn på vulkansk aktivitet, som for eksempel varme og mineralrige kilder.

## Historie
Bjergbyer som Veliko Turnovo blev arnested for den spirende bulgarske frihedsbevægelse i det 19. århundrede. Nogle af de mest dramatiske og berømte slag i Bulgariens historie blev udkæmpet omkring Shipkapasset.

## Økonomiske forhold
Området er i hastig økonomisk udvikling, og især de små bjergbyer på nord og sydsiden af Balkanbjergene oplever en øget turistmæssig interesse. Bjerghytterne på toppen af bjergkæden er atter blevet naturlige overnatningssteder for bjergvandrere, der i sommermånederne går fra hytte til hytte ad de velafmærkede vandreruter.
I den centrale del af Balkanbjergene, fra den lille by Apriltsi på nordsiden til Rosernes dal på sydsiden, er det muligt at krydse bjergene på Balkan trail ad ældgamle stier.

## Økologiske vilkår
Bjergene blev dannet for 100 til 50 millioner år siden. Under istiderne var Balkanbjergene isfrie og tjente som refugier for planter og dyr. Både områdets isolation under istiderne og de mange skift fra koldt højlandsklima til varmt middelhavsklima og tilbage har efterladt artsrige plantesamfund med mere end 3000 arter, hvoraf ca. 1000 er endemiske.
Bjergkæden danner en stadig klimabarriere mellem det kontinentale klima mod nord og det mildere, middelhavsprægede klima mod syd. Nedbørsmængden i bjergene ligger på mere end 1000 mm pr. år, og området er præget af lange, hårde vintre.
De største højder har alpine enge, som rummer alpine og arktiske planter. Længere nede i dalene findes nåleskove og på de nederste skråninger er der blandede løvskove med Almindelig Bøg og Almindelig Avnbøg som de dominerende arter. På skyggede skråninger finder man skove af Balkan-Bøg og Laurbær-Kirsebær.

## Flora

### Træagtige planter
- Almindelig Ædelgran (Abies alba)
- Ahorn (Acer pseudoplatanus)
- Almindelig Hestekastanje (Aesculus hippocastanum)
- Almindelig Berberis (Berberis vulgaris)
- Almindelig Avnbøg (Carpinus betulus)
- Kirsebær-Kornel (Cornus mas)
- Almindelig Hassel (Corylus avellana)
- Parykbusk (Cotinus coggygria)
- Almindelig Bøg (Fagus sylvatica)
- Farve-Visse (Genista tinctoria)
- Europæisk Humlebøg (Ostrya carpinifolia)
- Østrigsk Fyr (Pinus nigra)
- Silke-Fyr (Pinus peuce)
- Ungarsk Eg (Quercis frainetto)
- Dun-Eg (Quercus pubescens)
- Storfrugtet Røn (Sorbus domestica)
- Tarmvrid-Røn (Sorbus torminalis)
- Sølv-Lind (Tilia tomentosa)

### Urteagtige planter
- Læge-Stokrose (Althaea officinalis)
- Gul Rundbælg (Anthylis vulneraria)
- Almindelig Draphavre (Arrhenatherum elatius)
- Almindelig Hjertegræs (Briza media)
- Almindelig Cikorie (Cichorium intybus)
- Storrodet Storkenæb (Geranium macrorrhizum)
- Knold-Fladbælg (Lathyrus tuberosus)
- Almindelig Kællingetand (Lotus corniculatus)
- Håret Flitteraks (Melica ciliata)
- Almindelig Katteurt (Nepeta cataria)
- Almindelig Merian (Origanum vulgare)
- Læge-Salvie (Salvia officinalis)
- Eng-Salvie (Salvia pratensis)
- Ædel-Kortlæbe (Teucrium chamaedrys)
- Muse-Vikke (Vicia cracca)
- Liden Singrøn (Vinca minor)

## Fauna
De samme vilkår, som gjorde floraen så varieret, har også givet Balkanbjergene et rigt dyreliv. Som eksempler kan nævnes:
- Brun bjørn (Ursus arctos)
- Gemse (Rupicapra rupicapra)
- Hugorm (Viper) (flere arter)
- Kejserørn (Aquila heliaca)
- Kronhjort (Cervus elaphus)
- Los (Lynx lynx)
- Odder (Lutra lutra)
- Ræv (Vulpes vulpes)
- Skovmår (Martes foina)
- Sort stork (Ciconia nigra)
- Ulv (Canis lupus)
- Vildkat (Felis silvestris)
- Vildsvin (Sus scrofa)